# 아비멜렉
아비멜렉(히브리어: אֲבִימָלֶךְ, Ǎḇîmeleḵ)은 고대 이스라엘인들의 히브리어 성경에 따르면 사악하게 판결한 판관이다. 그의 이름은 "나의 아버지는 왕"이라고 해석 될 수 있으며, "아비멜렉"은 또한 블레셋 왕들의 공통적인 이름이었다. 그는 사사기 8:31에서 기드온과 세겜 족 첩의 아들로 소개되며, 그의 통치에 관한 성경적 기록은 사사기 9장에 기록되어 있다.

## 출생
아비멜렉의 어머니는 기드온의 세겜 족속 첩이었으며 가나안 사람이었을 것이다. 그는 자신의 70형제들과 함께 키워 졌다.

## 골육상쟁
기드온이 죽은 후, 아비멜렉은 세겜에 가서 기드온의 아들들 70명보다 골육인 스스로가 낫지 않냐고 선동을 하여 세겜의 모든 이가 그의 편에 서게하였다.
바알브릿 신전에서 준 은 70으로 건달패들을 사서 거느리고는 오브라에 있는 기드온의 집으로 가서 기드온의 아들 70명을 한 바위에서 죽였으나, 숨어버린 막내 요담은 죽이지 못했다. 
이후 세겜의 모든 어른들과 밀로의 온 집안사람들은 세겜에 있는 석상 옆 상수리나무 아래 모여서 아비멜렉을 그들의 왕으로 세웠다.

## 같이 보기
- 이스라엘의 군주